# Noémie Wolfs

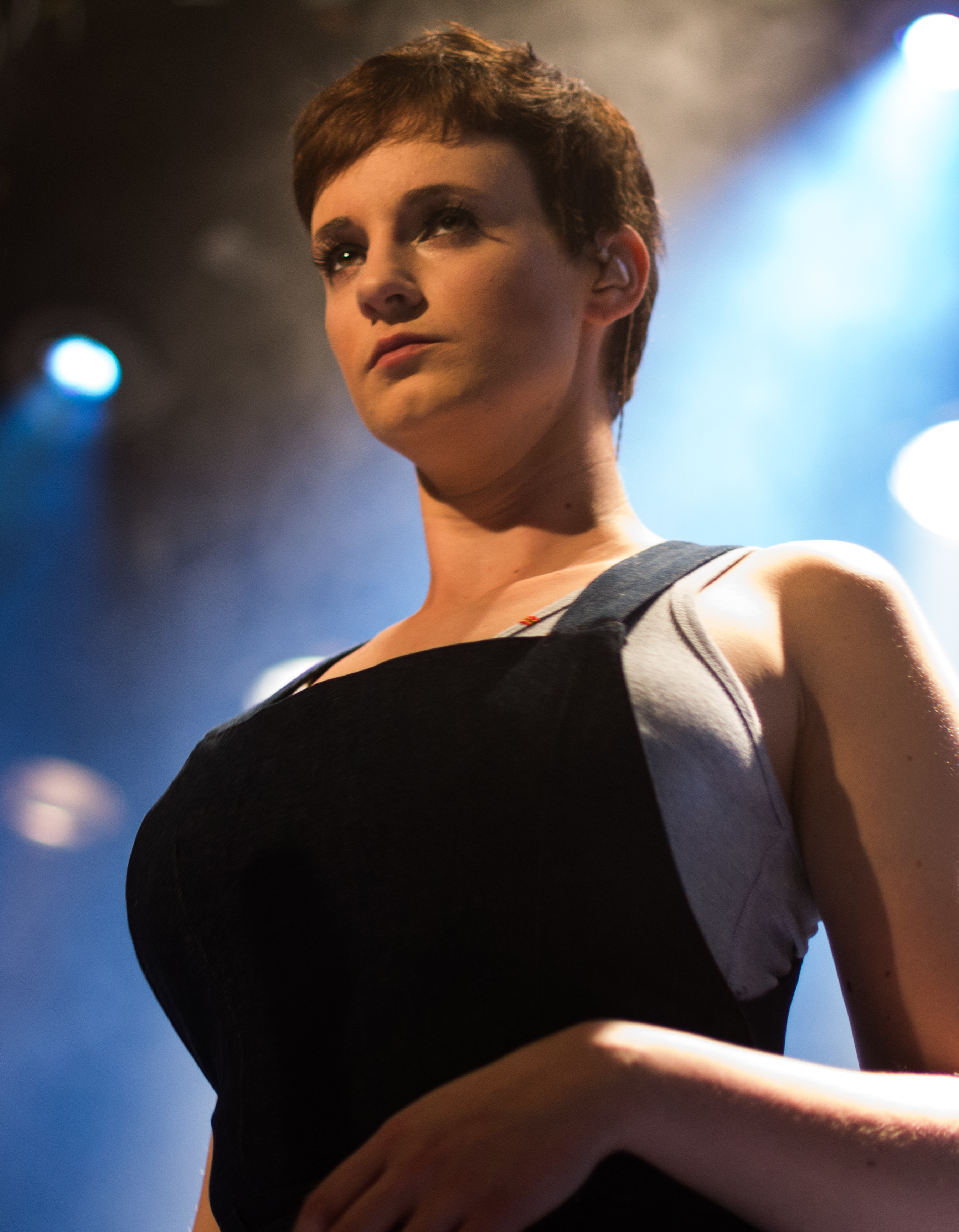
Noémie Wolfs

Noémie Maria Alexis Ghislaine Wolfs (* 20. Oktober 1988) ist eine belgische Sängerin aus Scherpenheuvel-Zichem und ein früheres Bandmitglied von Hooverphonic.

## Leben und Karriere
Noemi Wolfs studierte Grafikdesign an der Universität Gent.
2010, im Alter von 22 Jahren, wurde sie unter einer großen Zahl von Bewerberinnen ausgesucht, um Geike Arnaert als Sängerin von Hooverphonic zu ersetzen. 2011 erhielt sie von Radio 2 die Auszeichnung Summerhit 2011 als beste Sängerin.
Im März 2015 verließ Wolfs Hooverphonic und unterzeichnete im folgenden Herbst einen Plattenvertrag mit Universal. Am 3. März 2016 präsentierte Wolfs ihre erste Single Burning.

## Diskografie

### Alben mit Hooverphonic
- 2010: The Night Before
- 2010: Hooverphonic with Orchestra
- 2012: Hooverphonic with Orchestra Live
- 2013: Reflection

### Soloalben
- 2016: Hunt You
- 2020: Lonely Boyʼs Paradise
- 2023: Wild at Heart

### Singles mit Hooverphonic
- 2010: The Night Before
- 2011: Anger Never Dies
- 2011: One Two Three
- 2011: Heartbroken
- 2012: Happiness
- 2012: Unfinished Sympathy
- 2012: Renaissance Affair (Version 2012)
- 2012: Georgeʼs Café (Version 2012)
- 2013: Harmless Shapes
- 2013: Amalfi
- 2014: Ether
- 2014: Boomerang
- 2014: Gravity

### Singles als Solokünstlerin
- 2016: Burning
- 2016: Lost In Love
- 2016: Hunt You
- 2017: Trying to Pretend
- 2018: Let Me Down
- 2019: On the Run
- 2020: Wake Me Up / Notorious
- 2020: Love Song
- 2021: Lonely Boyʼs Paradise
- 2023: Lonely Heart
- 2023: A Little Bit
- 2023: Moonlight